# Trophée Ron-Lapointe
Pour l'ancien entraîneur de hockey sur glace, voir Ron Lapointe.
Le trophée Ron-Lapointe est remis annuellement au meilleur entraîneur de hockey sur glace de la  Ligue de hockey junior Maritimes Québec (LHJMQ).

## Lauréats
Ci-dessous sont listés les vainqueurs du trophée,:
- 1992-1993 : Guy Chouinard, Faucons de Sherbrooke
- 1993-1994 : Richard Martel, Lasers de St. Hyacinthe
- 1994-1995 : Michel Therrien, Titan Collège français de Laval
- 1995-1996 : Jean Pronovost, Cataractes de Shawinigan
- 1996-1997 : Clément Jodoin, Mooseheads d'Halifax
- 1997-1998 : Guy Chouinard, Remparts de Québec
- 1998-1999 : Guy Chouinard, Remparts de Québec
- 1999-2000 : Doris Labonté, Océanic de Rimouski
- 2000-2001 : Denis Francoeur, Cataractes de Shawinigan
- 2001-2002 : Réal Paiement, Titan d'Acadie-Bathurst
- 2002-2003 : Shawn MacKenzie, Mooseheads d'Halifax
- 2003-2004 : Benoît Groulx, Olympiques de Gatineau
- 2004-2005 : Richard Martel, Saguenéens de Chicoutimi
- 2005-2006 : André Tourigny, Huskies de Rouyn-Noranda
- 2006-2007 : Clément Jodoin, Maineiacs de Lewiston
- 2007-2008 : Pascal Vincent, Screaming Eagles du Cap-Breton
- 2008-2009 : Danny Flynn, Wildcats de Moncton
- 2009-2010 : Gerard Gallant, Sea Dogs de Saint-Jean
- 2010-2011 : Gerard Gallant, Sea Dogs de Saint-Jean
- 2011-2012 : Jean-François Houle, Armada de Blainville-Boisbriand
- 2012-2013 : Dominique Ducharme, Mooseheads d'Halifax
- 2013-2014 : Éric Veilleux, Drakkar de Baie-Comeau
- 2014-2015 : Joël Bouchard, Armada de Blainville-Boisbriand
- 2015-2016 : Gilles Bouchard, Huskies de Rouyn-Noranda
- 2016-2017 : Danny Flynn, Sea Dogs de Saint-Jean
- 2017-2018 : Joël Bouchard, Armada de Blainville-Boisbriand
- 2018-2019 : Mario Pouliot, Huskies de Rouyn-Noranda
- 2019-2020 : Stéphane Julien, Phœnix de Sherbrooke
- 2020-2021 : Jim Hulton, Islanders de Charlottetown
- 2021-2022 : Jim Hulton, Islanders de Charlottetown
- 2022-2023 : Stéphane Julien, Phœnix de Sherbrooke
- 2023-2024 : Jean-François Grégoire, Drakkar de Baie-Comeau
- 2024-2025 : Gardiner MacDougall, Wildcats de Moncton